# Bellizzi
Bellizzi è un comune italiano di 13 301 abitanti della provincia di Salerno in Campania.

## Geografia fisica

### Territorio
Il territorio comunale è ubicato nella piana del Sele. Risulta per il 95% pianeggiante ed è attraversato dai torrenti Lama e Vallemonio.
- Classificazione sismica: zona 2 (sismicità medio-alta), Ordinanza PCM. 3274 del 20/03/2003

### Clima
La stazione meteorologica di riferimento è quella di Battipaglia-Belvedere, posta a meno di 2 km dal centro cittadino e presentante analoghe caratteristiche topografiche e urbane. La vicina stazione meteorologica di Salerno Pontecagnano presenta scarti maggiori rispetto alle condizioni climatiche realmente rinvenibili nel centro urbano.
| Battipaglia - Belvedere (2005-2022) | Mesi        | Mesi        | Mesi        | Mesi        | Mesi        | Mesi               | Mesi        | Mesi        | Mesi        | Mesi        | Mesi        | Mesi        | Stagioni | Stagioni | Stagioni | Stagioni | Anno |
| Battipaglia - Belvedere (2005-2022) | Gen         | Feb         | Mar         | Apr         | Mag         | Giu                | Lug         | Ago         | Set         | Ott         | Nov         | Dic         | Inv      | Pri      | Est      | Aut      | Anno |
| ----------------------------------- | ----------- | ----------- | ----------- | ----------- | ----------- | ------------------ | ----------- | ----------- | ----------- | ----------- | ----------- | ----------- | -------- | -------- | -------- | -------- | ---- |
| T. max. media (°C)                  | 13,4        | 14,4        | 17,0        | 21,1        | 24,7        | 29,0               | 31,2        | 31,5        | 27,6        | 23,0        | 18,4        | 14,6        | 14,1     | 20,9     | 30,6     | 23,0     | 22,2 |
| T. min. media (°C)                  | 6,8         | 7,0         | 8,7         | 11,5        | 15,3        | 19,1               | 21,6        | 21,7        | 18,8        | 14,9        | 11,5        | 8,2         | 7,3      | 11,8     | 20,8     | 15,1     | 13,8 |
| T. max. assoluta (°C)               | 21,3 (2018) | 23,0 (2016) | 24,8 (2018) | 31,3 (2013) | 34,3 (2008) | 37,0 (2019 - 2022) | 37,4 (2007) | 40,4 (2007) | 34,7 (2015) | 31,6 (2012) | 26,9 (2018) | 22,9 (2014) | 23,0     | 34,3     | 40,4     | 34,7     | 40,4 |
| T. min. assoluta (°C)               | −2,0 (2017) | −3,2 (2008) | 0,6 (2011)  | 2,0 (2020)  | 8,2 (2011)  | 10,8 (2012)        | 16,2 (2014) | 17,2 (2005) | 11,5 (2007) | 6,6 (2007)  | 1,6 (2005)  | −2,4 (2010) | −3,2     | 0,6      | 10,8     | 1,6      | −3,2 |

| Battipaglia - Belvedere (2018-2022) | Mesi | Mesi | Mesi | Mesi | Mesi | Mesi | Mesi | Mesi | Mesi | Mesi | Mesi  | Mesi  | Stagioni | Stagioni | Stagioni | Stagioni | Anno  |
| Battipaglia - Belvedere (2018-2022) | Gen  | Feb  | Mar  | Apr  | Mag  | Giu  | Lug  | Ago  | Set  | Ott  | Nov   | Dic   | Inv      | Pri      | Est      | Aut      | Anno  |
| ----------------------------------- | ---- | ---- | ---- | ---- | ---- | ---- | ---- | ---- | ---- | ---- | ----- | ----- | -------- | -------- | -------- | -------- | ----- |
| Precipitazioni (mm)                 | 95,0 | 65,0 | 59,0 | 54,0 | 57,0 | 22,0 | 13,0 | 19,0 | 98,0 | 71,0 | 152,0 | 159,0 | 319,0    | 170,0    | 54,0     | 321,0    | 864,0 |

- Classificazione climatica: zona C, 1134 GR/G

## Storia
Il toponimo Bellizzi spunta nel 1827 al nº 62 del Catasto provvisorio di Montecorvino Rovella dove troviamo, infatti, menzionate ben quattro particelle denominate Bellizze, tre indicate come erbose e una come seminatorio piano, di proprietà del barone Gaetano Bellelli.
Si può quindi plausibilmente sostenere che il toponimo Bellizzi, già attestato durante il settennato murattiano (1808-1815), non dovrebbe essere anteriore al regno di Ferdinando IV di Borbone (1759-1806).
La testimonianza più remota, quindi, è quella del decreto Murattiano che autorizzava la costruzione della rotabile Bellizzi-Montecorvino che recita:
«Questa traversa, giusto il progetto formato dal Corpo di ponti e strade, comincerà dal sito della medesima consolare denominato Bellizzi, e condurrà a luoghi detti l’Annunciata, e S. Maria fino all’abitato di Rovella, passando per lo casale di S. Martino.» (Napoli, 20 giugno 1811).
All'inizio dell'Ottocento la piana di Montecorvino, quantunque ricca di potenzialità per le sue acque e per le rigogliose coltivazioni di mais, grano, vino e olio, si presentava insalubre e quasi disabitata a causa, principalmente, dell'allevamento brado di mandrie di bufale.
Il decollo viario e la rigeneratrice eversione della feudalità (1806), che da secoli opprimeva la popolazione meridionale, promossero gradualmente una serie di operazioni imprenditoriali che consentirono al territorio di Bellizzi di diventare, all'indomani dell'unificazione nazionale, scalo ferroviario e dodicesima frazione di Montecorvino Rovella. Così la frazione venne acquistando sempre più importanza ed iniziò ad avere il suo primo nucleo di “borghesia impiegatizia”.
Fino al 1929 Bellizzi, "Figlia di Montecorvino Rovella", era costituita da tre case sull'incrocio delle quattro vie diramanti verso la Calabria, Salerno, Montecorvino Rovella e lo scalo ferroviario punto di smistamento del pendolarismo bracciantile agricolo che dalle zone collinari delle altre frazioni del comune, da Montecorvino Pugliano e Giffoni Valle Piana, si dirigeva e distribuiva nella piana fino alle vicinanze del mare.
Dal 1929 la cittadinanza cresceva; il crocevia si attestava sempre di più come punto di riferimento alla vita; le case nascevano come funghi, laddove, prima pascolavano le bufale.
Benefici straordinari per tutta l'economia della piana del Sele si ottennero a seguito della complessa opera di bonifica avviata per precisa scelta governativa orientata a rendere fertili e a valorizzare al meglio tutte le aree pianeggianti del paese anche in funzione delle correlate attività produttive nel comparto agro alimentare.
La realizzazione di una fitta rete di canali irrigatori e di un buon numero di silos, destinata ad immagazzinare foraggi e cerali, unitamente alla pavimentazione della strada nazionale 18 contribuirono sensibilmente a far lievitare in senso positivo la qualità della vita.
A trarne vantaggi non trascurabili furono soprattutto attività artigianali e commerciali.
La particolare fertilità dei terreni lavorati e da tempo utilizzati per la coltivazione di ortaggi, di pomodori e di tabacco era stata verificata fin dai tempi del primo conflitto mondiale, quando a Bellizzi funzionavano già degli stabilimenti conservieri.
I primi insediamenti industriali della zona interessarono, così, il comparto dell'agro-alimentare che, nei decenni successivi, finirono col caratterizzare buona parte dell'attività produttiva dell'intero territorio provinciale.
La stessa realizzazione, sempre all'incrocio di Bellizzi, della sede più importante del Consorzio Agrario Provinciale, dotata successivamente di un'efficiente officina specializzata nella vendita e nella riparazione di macchine agricole, stava a confermare la felice posizione strategica del sito.
Mentre la seconda guerra mondiale imperversava, a Bellizzi la vita invece scorreva, si costruiva la chiesa e il cinema.
L'insediamento alle casermette del 101º Reggimento di Fanteria, avvenne agli inizi del 1942.
Successivamente, divenne meta di lavoratori provenienti dalle zone limitrofe, soprattutto da Montecorvino Rovella. (foto aerea a testimonianza della vastità dell'insediamento; sei foto storiche ritraggono Bellizzi da via Roma lato Salerno (1953), via Cuomo (1954), palazzo Vassallo (1955), Bellizzi da Battipaglia (1958), incrocio di Bellizzi (1959/60).)
Il 1º febbraio 1953 si inaugurarono le Officine Maccaferri, alla presenza del ministro per la cassa per il mezzogiorno, on. Campilli.
All'inizio del 1963 il territorio di Bellizzi venne a trovarsi al centro di un apparato cantieristico, in quanto si diede corso ai lavori per la realizzazione dell'autostrada SA-RC.
Da quel momento c'è stato uno sviluppo smodato ed incontrastato dell'edilizia, che contribuì a modificare l'assetto del territorio, da rurale ad urbano, senza la predisposizione di nessuno strumento urbanistico.
Negli anni '80 il "Comitato Promotore per Bellizzi Comune Autonomo" intraprese l'iniziativa di avviare il processo di autonomia amministrativa per Bellizzi; nonostante le molte difficoltà, superate anche grazie alla solidarietà ed al consenso di tutte le forze politiche e sociali, si giunse ad un referendum, il 24 aprile 1988, attraverso il quale si diede il via all'operazione per realizzare “Bellizzi, Comune Autonomo”, costituito, poi, con Legge Regionale della Regione Campania, nº 1 del 2.1.1990.
In data 1.2.1990 nacque ufficialmente il Comune di Bellizzi.

### Simboli
Lo stemma e il gonfalone del comune di Bellizzi sono stati concessi con decreto del presidente della Repubblica dell'8 novembre 1993.
Il gonfalone è un drappo di giallo.

## Società

### Evoluzione demografica
Abitanti censiti

### Origine della popolazione
Esiste un detto, Bellizze paese da' accuglitizze, cioè: Bellizzi paese di gente mista. Siccome negli anni c'è stata una forte immigrazione nel moderno comune (per ragioni lavorative), esso è un paese fondato soprattutto da persone non indigene. La maggior parte di esse proviene da altri comuni, soprattutto da Montecorvino Rovella.

### Etnie e minoranze straniere
Al 31 dicembre 2020, a Bellizzi risultavano residenti 892 cittadini stranieri (6,6% della popolazione complessiva). Le nazionalità principali sono:
- Marocco: 396
- Romania: 168
- Ucraina: 100
- India: 47
- Cina: 34

### Religione

#### Chiesa cattolica
La maggioranza della popolazione è di religione cristiana appartenenti principalmente alla Chiesa cattolica; il comune appartiene alla forania di Montecorvino – Pontecagnano – Acerno, dell'arcidiocesi di Salerno-Campagna-Acerno, comprendente in un'unica parrocchia.

#### Chiesa evangelica
L'altra confessione cristiana presente è quella evangelica con tre comunità:.
Ha sede legale a Bellizzi anche l'Alleanza di Chiese cristiane evangeliche in Italia, un organismo di cooperazione interprotestante.

#### Altri culti
Fra gli altri culti è presente un centro culturale islamico.

### Istituzioni, enti e associazioni
- Aeroporto di Salerno S.p.a.
- Cittadinanzattiva APS: organizzazione fondata nel 1978 che promuove l’attivismo dei cittadini per la tutela dei diritti, la cura dei beni comuni, il sostegno alle persone in condizioni di debolezza

## Cultura

### Istruzione

#### Biblioteche
- Biblioteca Comunale Leonardo Da Vinci

#### Università
- Facoltà pentecostale di Scienze Religiose[15]

#### Eventi
- Strabilandia, un festival internazionale che a fine agosto raccoglie artisti da ogni parte del mondo.[16]
- Premio Fabula, festival letterario di scrittura creativa per giovani dai 9 ai 20 anni.[17]

## Geografia antropica

### Frazioni
Nello statuto comunale non sono menzionate frazioni. In base al censimento ISTAT del 2001 il territorio presenta oltre all'abitato principale, la frazione Bivio Pratole (in comune con Montecorvino Pugliano) e le località Bivio San Vito,
Fabbrica Nuova, Olmo e Serroni.

## Economia
Bellizzi da sempre è stata terra fertile e con una ricca presenza di bufale: infatti, è uno dei luoghi di origine della mozzarella di bufala, insieme alle limitrofe Battipaglia e Pontecagnano Faiano e alle non distanti Eboli e Paestum. A partire dagli anni 60 sono sorti numerosi stabilimenti nei settori dell'arredamento, dell'abbigliamento e della molitoria.

## Infrastrutture e trasporti

### Strade
- Strada statale 18 Tirrena Inferiore, asse viario che collega il territorio comunale a Pontecagnano e Battipaglia;
- Strada Regionale 164/a Innesto SS18-cimitero di Montecorvino Rovella, asse viario che ha inizio nel comune di Bellizzi e lo collega ai comuni di Montecorvino Rovella e Acerno nei monti picentini e alla zona irpina di Montella, Nusco dalla quale si può giungere alla località turistica di Laceno;
- Strada Provinciale 8 Bellizzi (Torrente Vallimonio)-Innesto SP 135-Innesto SP 312-Innesto SS 18;
- Strada Provinciale 275 Bellizzi (loc. Campo Eminente)-Innesto SP 175.

### Ferrovie
- Stazione di Montecorvino-Bellizzi, sulla ferrovia Tirrenica Meridionale.

### Aeroporti
Al confine con il comune di Pontecagnano Faiano si trova l'aeroporto di Salerno-Costa d'Amalfi.

### Mobilità urbana
Il trasporto pubblico urbano ed extraurbano è gestito principalmente dalla Sicurezza e Trasporti Autolinee - Sita Sud S.r.l. e dal Busitalia Campania.

## Amministrazione
Cronotassi dei sindaci di Bellizzi, dal 1º febbraio 1990, anno di nascita del comune, ad oggi:
| Periodo          | Periodo         | Primo cittadino    | Partito                              | Carica      | Note |
| ---------------- | --------------- | ------------------ | ------------------------------------ | ----------- | ---- |
| 1º febbraio 1990 | 18 giugno 1990  | Emiddio Sansone    |                                      | Comm. pref. |      |
| 19 giugno 1990   | 29 gennaio 1992 | Corrado Nicastro   | Partito Socialista Italiano          | Sindaco     |      |
| 30 gennaio 1992  | 23 aprile 1995  | Armando Rossomando | Democrazia Cristiana                 | Sindaco     |      |
| 24 aprile 1995   | 13 giugno 1999  | Domenico Volpe     | Città Possibile                      | Sindaco     |      |
| 14 giugno 1999   | 14 giugno 2004  | Domenico Volpe     | Città Possibile                      | Sindaco     |      |
| 14 giugno 2004   | 8 giugno 2009   | Bruno Dell'Angelo  | Città Possibile                      | Sindaco     |      |
| 9 giugno 2009    | 25 maggio 2014  | Giuseppe Salvioli  | Insieme per la Bellizzi che Vogliamo | Sindaco     |      |
| 26 maggio 2014   | 26 maggio 2019  | Domenico Volpe     | Città Possibile                      | Sindaco     |      |
| 27 maggio 2019   | 9 giugno 2024   | Domenico Volpe     | Città Possibile                      | Sindaco     |      |
| 10 giugno 2024   | in carica       | Domenico Volpe     | Città Possibile                      | Sindaco     |      |

### Altre informazioni amministrative
Le competenze in materia di difesa del suolo sono delegate dalla Campania all'Autorità di bacino regionale Destra Sele.
Per quel che riguarda la gestione dell'irrigazione e del miglioramento fondiario, l'ente competente è il Consorzio di bonifica in Destra del fiume Sele.

## Sport
- La squadra della città è il Real Bellizzi, militante in Prima Categoria. In passato ha militato per tanti anni in Promozione il Bellizzi Atletico 158 di patron Vito Strifezza, mentre le scuola calcio presenti sono il Bellizzi Calcio e il Bellizzi FC.[20]
- Note le società A.S.D. Olimpica Bellizzi per i risultati conseguiti nel Judo e il Basket Bellizzi per quanto riguarda la pallacanestro.
- Nel 2022 nasce l'Atletico Bellizzi 1990 che parte dal campionato calcistico di seconda categoria campana. La società vince utilizzando la porta secondaria dei play off, assicurandosi così un posto per il campionato di prima categoria campana 2023/2024.